# Тільда Свінтон
Кетрін Матильда «Тільда» Свінтон (англ. Katherine Mathilda «Tilda» Swinton; нар. 5 листопада 1960, Лондон, Велика Британія) — британська кіноакторка. Володарка нагород Берлінського (1988) і Венеційського (1991) кінофестивалів. Лауреатка премії BAFTA (2007) і «Оскар» (2008). Здебільшого знімається в незалежному кіно, також взяла участь у низці голлівудських проєктів. Найвідоміші фільми акторки — «Орландо» (1992), «Пляж» (2000), «Молодий Адам» (2003), «Хроніки Нарнії: Лев, чаклунка та шафа» (2005), «Костянтин: Володар темряви» (2005), «Загадкова історія Бенджаміна Баттона» (2008), «Прочитати і спалити» (2008), «Виживуть тільки коханці» (2013), «Доктор Стрендж» (2016).

## Біографія

### Походження

Герб вождів клану Свінтон — на чорному полі золота кроква між трьома головами кабанів

Тільда Свінтон походить із давнього шотландського роду Свінтон Історія її родини налічує понад тисячу років Перші згадки про Свінтонів датуються 886 роком, коли їх родоначальник Едвард лорд Бамбург присягнув на вірність королю Альфреду Великому, правителю королівства Вессекс. Родинні володіння Свінтонів знаходились у Нортумбії та на півдні Шотландії.

### Дитинство та юність
Тільда народилась 5 листопада 1960 у сім'ї сера Джона Свінтона 7-го лорда Кіммергема та леді Джудіт Белфур Кіллен родом з Австралії. Дитинство акторка провела у Німеччині, де у званні генерал-майора збройних сил Великої Британії служив її батько. У віці 10 років дівчинку відправили у закриту школу-інтернат у графстві Кент. Її однокласницями були доньки британської аристократії, в тому числі — леді Діана Спенсер, майбутня принцеса Уельська.
Тільда відмінно вчилася, отримувала високі оцінки з основних предметів і регулярно ставала переможницею у шкільних змаганнях з бігу. Однак, коли її збиралися відправити на чемпіонат графства, вона сказала, що розтягла зв'язки, і таким чином уникла поїздки, бо вважала за краще, щоб її стимулом було відчуття перемоги, а не призу. Ще будучи в школі, Тільда почала проявляти інтерес до театру, брала участь в учнівських постановках. Крім того, вона співала в шкільному хорі.
Після цього Свінтон навчалась в іншому престижному навчальному закладі — колледжі Феттс у Единбурзі, де окрім неї навчалися колишній прем'єр-міністр Великої Британії Тоні Блер, теоретик реклами Девід Огілві та пращур акторки Алан Арчибальд Кемпбелл-Свінтон, чиї дослідження були взяті за основу для створення телебачення. Після навчання Тільда волонтеркою поїхала у Африку, і пробула там 2 роки, працюючи у школах Кенії та ПАР. В ці ж роки, захопившись лівими ідеями вона вступила у Коммуністичну партію Великої Британії.

### Театральна кар'єра
У 1980 році Свінтон вступила у Коледж Мюррей — Едвардс — жіночий коледж при Кембриджському університеті, — де її дисциплінами стали політологія, соціологія і англійська література. Там вона грала на сцені знаменитого студентського театру «Кембриджські лицедії» в постановках «Герцогиня Мальфі» за п'єсою Джона Вебстера, «Комедія помилок» і «Сон в літню ніч» за п'єсами Вільяма Шекспіра.
Провчившись в коледжі до 1983 року, Свінтон приєдналася до трупи знаменитого Королівського Шекспірівського театру в Стратфорді, членами і членкинями якої були майбутні знаменитості Гері Олдмен, Кеннет Брана, Деніел Дей-Льюїс, Джульєт Стівенсон, Гаррієт Волтер і Фіона Шоу. Однак там Свінтон не вдалося повною мірою проявити свої здібності. 1984 року вона була задіяна в чотирьох спектаклях, але на незначних ролях — з'явилася в ролі Джульєтти в «Мері за міру» і плебейки в «Юлії Цезарі» (обидві вистави були поставлені за п'єсами Шекспіра), черниці в спектаклі «Диявол» і матері солдата в спектаклі «Матінка Кураж та її діти» за однойменною п'єсою Бертольта Брехта з Джуді Денч і Зої Вонамейкер в головних ролях.
Розчарована Свінтон вирушила на пошуки провокаційніших театральних форм до Единбургу. Там у 1985 році відбувся її дебют на сцені театру «Траверс» в постановці «Біла троянда», в якій крім неї брали участь всього два актори. У цьому спектаклі про внесок жінок у протистояння фашистам у Сталінграді Свінтон виконала роль інженерки Ірини Паспортнікової. Тоді ж Свінтон познайомилася з Джоном Бірном, сорокап'ятирічним шотландським художником і драматургом — він оформляв декорації до постановки — з яким одружилася чотири роки по тому.

### Перші ролі у кіно та на телебаченні
Кар'єра Свінтон продовжувала розвиватися. 1986 року вона дебютувала на телебаченні у фільмі «Застроцці», сучасній інтерпретації готичного роману Персі Шеллі і одному з найдорожчих проєктів британського телеканалу Channel 4. У тому ж році дебютувала в кіно — в дуеті з Удо Кіром знялася в картині «Егоманія: острів без надії» режисера Крістофа Шлінґензіфа, відомого своїм радикальним підходом до мистецтва.

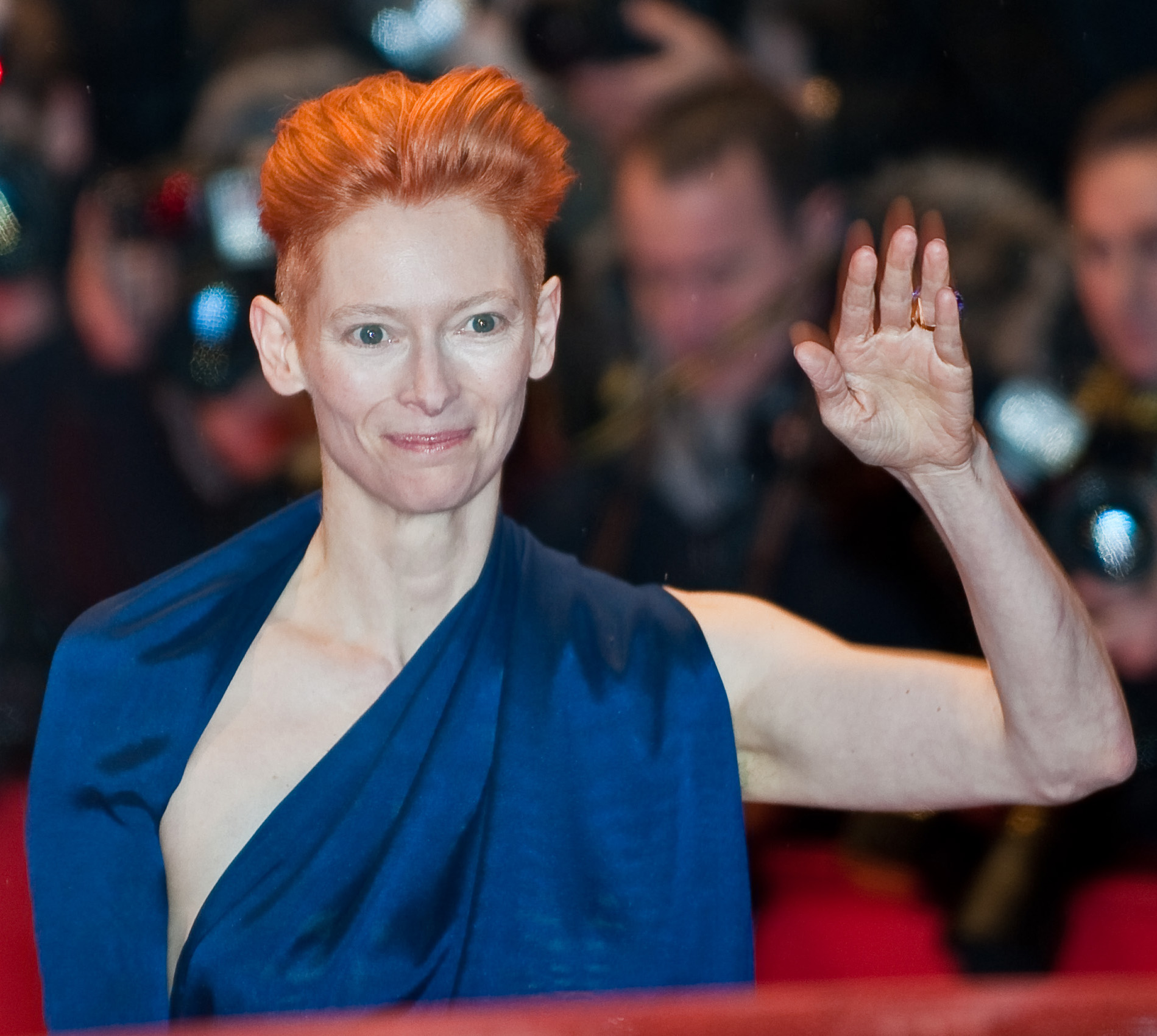
Тільда Свінтон на Берлінському кінофестивалі у 2010 році

У 1986 році знялася в картині «Караваджо» — біографічній фантазії британського режисера-авангардиста Дерека Джармена на тему життя і творчості великого італійського живописця Караваджо. У цьому фільмі, у якому режисер надає відносинам художника і його моделі Рануччо (в його ролі знявся Шон Бін) гомосексуальний відтінок, Свінтон виконала роль Олени — коханки Рануччо і натурниці Караваджо. Знайомство з Джарменом стало важливим етапом у формуванні творчого шляху акторки. Його ідеї, та відмінні від загальноприйнятих погляди на життя і мистецтво збігалися з її власними, і тому режисер і акторка з легкістю знаходили спільну мову. Всього Свінтон з'явилася в дев'яти проєктах Джармена.
У 1987 році Свінтон з'явилася в картині «Арія» — фільмі-компіляції з декількох десятихвилинних епізодів, знятих різними авторами на тему опери. Над фільмом працювали Роберт Альтман, Жан-Люк Годар, Кен Расселл та інші режисери — в тому числі Джармен, в новелі якого під назвою Depuis le jour і брала участь акторка. У тому ж році вона знялася у фантастичному фільмі «Смерть Дружби». Події фільму розгортаються на Близькому Сході під час конфлікту Палестини і Йорданії у 1970 році. Журналіст Салліван рятує героїню Свінтон від переслідування бойовиків ОВП, а потім дізнається, що вона — андроїд. якого звати Дружба, багато років тому її відправили інопланетяни з місією миру на Землю.
Не зробивши поки остаточного вибору між кіно і театром, у 1987 році Свінтон взяла участь у трьох театральних постановках — «Путівник», «Захід» за п'єсою Бертольда Брехта і «Людина людині». В останньому спектаклі, заснованому на реальній історії, вона постала в ролі жінки, яка, щоб вижити у нацистській Німеччині, змушена ховатися під ім'ям свого загиблого чоловіка.

### Муза Дерека Джармена
У 1988 році, після короткометражного фільму «Ступені сліпоти», створеного асистентом Джармена під враженням поеми Вільяма Блейка, Свінтон знялася у самого Джармена в двохвилинному відео «натхнення» за мотивами авангардної гомоеротічної опери сучасного італійського композитора Сільвано Буссотті.
Далі була ще одна робота у Джармена у фільмі «Все, що залишилося від Англії». Ця апокаліптична драма, відзнята на кіноплівку формату «8 Супер», була досить хаотичним змішанням найрізноманітніших сюжетів — від королівського одруження до Фолклендського конфлікту, — об'єднаних загальним мотивом роздумів про долю нації при Маргарет Тетчер. Свінтон з'явилася в надприродній сцені-пародії на весілля принца Чарльза і леді Діани Спенсер, де, піддавшись пориву імпровізації, розірвала на собі весільну сукню.

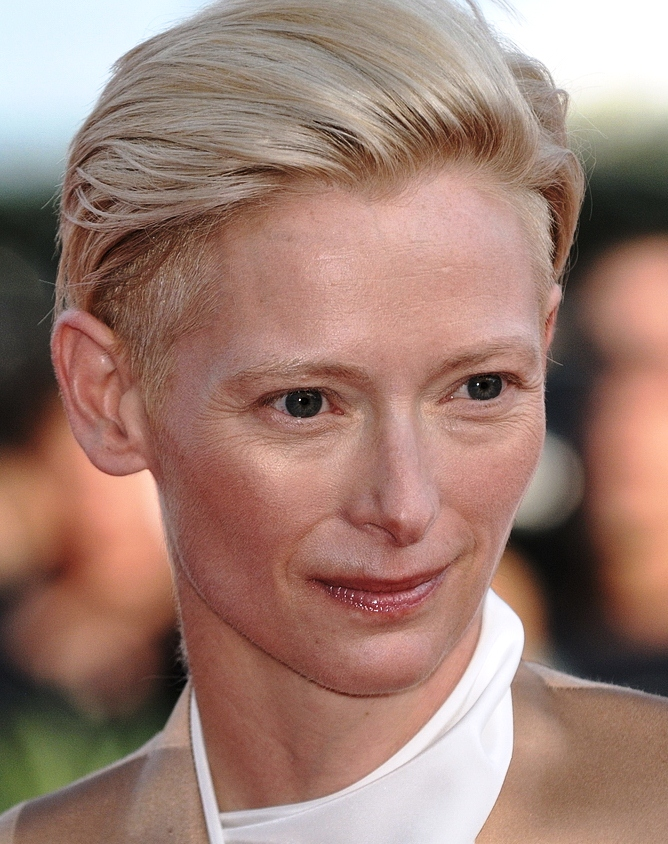
Тільда Свінтон у 2012 році

На Берлінському кінофестивалі у 1988 році Свінтон отримала свою першу кінонагороду — спеціальний приз «Тедді», який вручається за фільми про гомосексуальних людей.
Незабаром вона знялась черговій роботі Джармена. Це була відзнята в рекордно короткі терміни (три місяці) антивоєнна драма «Реквієм війни» (1989), візуальний ряд до ораторії британського композитора Бенджаміна Бріттена і поем Вілфреда Овена — британського поета, який загинув всього за тиждень до закінчення Першої світової війни. У цьому проєкті Свінтон виконала роль медсестри. Образ її героїні символізував співчуття і безпорадність перед ликом війни. Крім неї у фільмі брали участь Натаніель Паркер, Шон Бін і Лоренс Олів'є, для якого роль старого солдата, який перебирає медалі, сидячи в інвалідному візку, стала останньою появою на екрані (у липні 1989 року він помер у віці вісімдесяти двох років). Критики високо оцінили гру акторського ансамблю в цьому пронизливому і здатному шокувати фільмі, який являє собою яскраве антивоєнне висловлювання.
У тому ж році акторка взяла участь в телефільмі «Виконай мені що-небудь» за оповіданням лауреата премії Букера Джона Бергера. Письменник сам виконав головну роль, зігравши таємничого незнайомця, який розважає бесідою групу пасажирів (серед яких була героїня Свінтон) в аеропорту Барри, острова в архіпелазі Зовнішніх Гебридських островів.
У 1989 році акторка завершила свою театральну кар'єру, наостанок взявши участь у театральних постановках «Довга подорож навколо світу» і «Моцарт і Сальєрі» за трагедією Пушкіна. В останньому спектаклі вона вперше постала в образі чоловіка — великого Моцарта. Далі, в 1990 році вона з'явилася в ролі офіціантки Кісс Крауч в телесеріалі «Твоє невірне серце» за сценарієм Джона Бірна. У тому ж році Тільда і Джон одружилися.
Свінтон знову з'явилася у Джармена в 1990 році в зухвалій провокаційній драмі «Сад». Режисер помирав від СНІДу, яким був хворий вже чотири роки, і це смертельне захворювання наклало важкий відбиток на його творчість і на цю картину особливо. Знімання відбувалося в імпровізованому саду, засипаному гравієм, біля будинку Джармена в околицях атомної електростанції в Дандженессі, куди режисер переїхав незабаром після того, як у нього була діагностована хвороба. Там, в цьому незвичайному просторі на тлі неясних обрисів електростанції, розгорталася дія практично позбавленої діалогів картини. Воно являло собою чергування сцен на тему Нового Заповіту і було щільно зав'язане на відношенні церкви і суспільства до гомосексуальності. Спотворення релігійних сюжетів у фільмі межувало з богохульством — уособленням Христа стала гомосексуальна пара, а Свінтон постала в образі Діви Марії, яка ховається від переслідування репортерів, зображуючи тим самим втечу до Єгипту.
З'явившись в 1991 році в німецькому фільмі «Вечірка: Натюрморт», режисером якого була її подруга Синтія Беатт, Свінтон розпочала зніматися у новому проєкті Джармена — драмі «Едуард II» за п'єсою драматурга єлизаветинської епохи Крістофера Марлоу. Сюжет фільму був побудований на історії любовних відносин короля Англії Едуарда II і його фаворита П'єра Гавестона. Свінтон зіграла гордовиту королеву Ізабеллу, яка, бувши відкинутою чоловіком, за підтримки суду і церкви змусила короля підписати указ про вигнання фаворита. За блискуче втілення образу Ізабелли Свінтон здобула премію Венеційського кінофестивалю як найкраща акторка 1991 року.
Наступною її роботою стала роль жертви концентраційного табору Елли Геріке у драмі «Людина людині» (1992), екранізації однойменного спектаклю, у якому Свінтон грала п'ять років тому. Обставини змусили її героїню вести життя під ім'ям свого загиблого чоловіка Макса — вона носила чоловічий одяг, чорнила зуби і підкладала в штани кролячу ногу, щоб зробити цей трагічний маскарад правдоподібним. Режисером стрічки виступив Джон Мейбері, художник по костюмах джарменівського «Ювілею».

### «Орландо»
1992 рік став поворотним в кар'єрі акторки — вона зіграла головну роль у фільмі Саллі Поттер «Орландо» за знаменитим романом-біографією Вірджинії Вулф, і ця картина стала, мабуть, найвідомішим фільмом з її участю. Фільм розділений на сім смислових частин — «Смерть», «Любов», «Поезія», «Політика», «Суспільство», «Секс» і «Народження» — і охоплює період у 350 років. Першу половину цього терміну Орландо проживає як чоловік, а як другу — жінка.
Перша частина і історія Орландо починаються в епоху королеви Єлизавети   I, яка благоволить миловидному шістнадцятирічному юнакові і робить його своїм фаворитом. На смертному одрі вона дарує йому значний стан, а натомість просить не в'янути і залишатися вічно молодим. Друга частина описує історію першого сильного почуття Орландо — любові до дочки російського посла Саші, з якою він познайомився, катаючись на ковзанах по скутою льодом Темзі під час Великих морозів 1607 року. Але Саша зраджує почуття Орландо, і, розчарувавшись в жінках, він віддаляється в свій маєток, де засинає непробудним сном на цілий тиждень. Прокинувшись, Орландо знаходить нове захоплення — поезію, — і виписує з Лондона відомого поета, щоб поговорити з ним про мистецтво, проте той теж не виправдовує його очікувань.

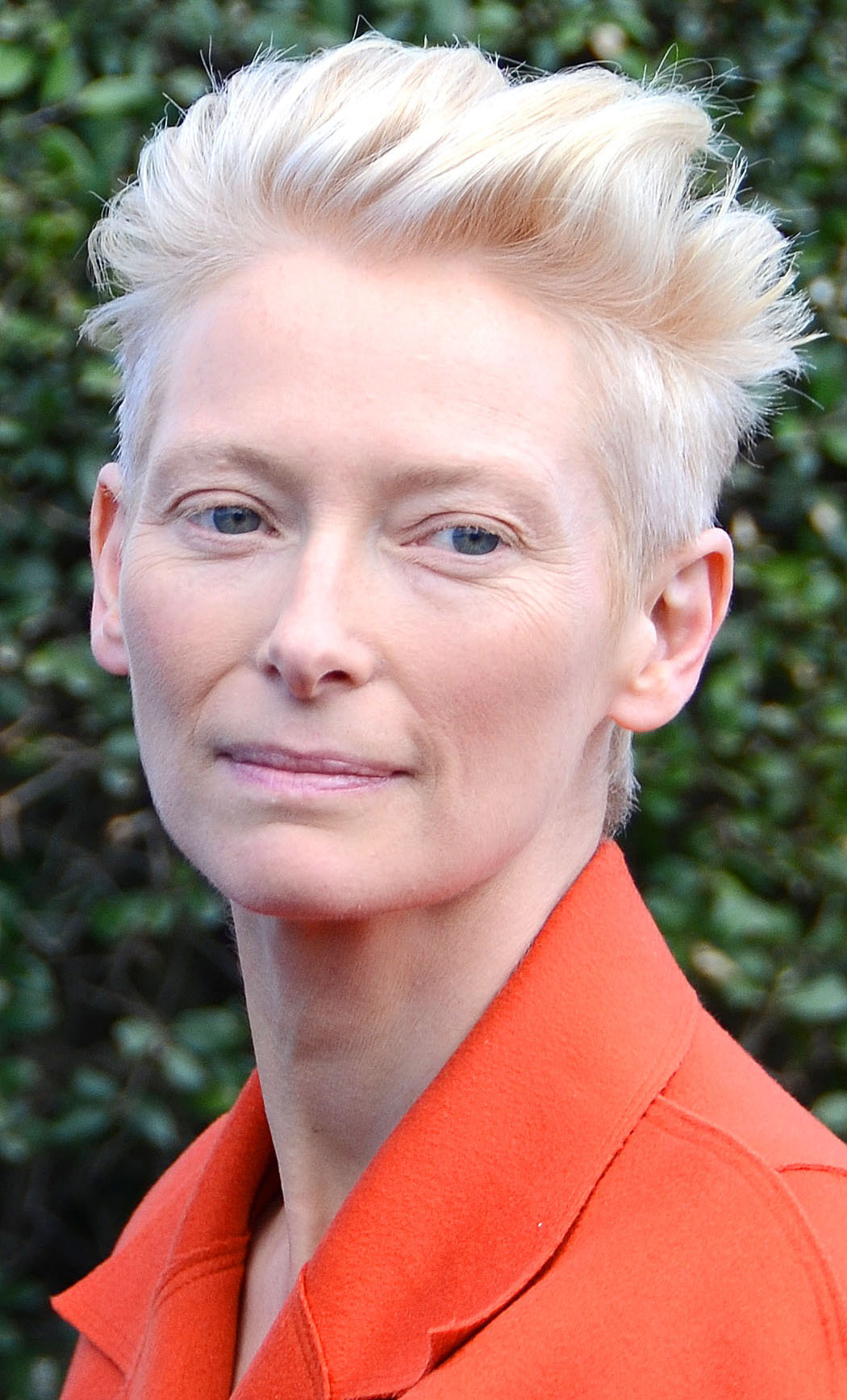
Тільда Свінтон на кінофестивалі у Довілі 7 вересня 2013 року

Позбувшись чергових ілюзій, Орландо вирушає з посольством в Константинополь — так починається четверта частина фільму. Він робить політичну кар'єру, але, одного разу заснувши, прокидається істотою іншої статі. Тепер жінка, Орландо повертається в Англію, де за час її відсутності наступила епоха Просвітництва. Вона входить у вищий світ, відвідує салони, але пересичується і цим заняттям. Покінчивши з суспільством, Орландо знайомиться з Мармадьюк Шелмердіном (Біллі Зейн), закохується в нього і відкриває для себе секс. Вже на початку XX століття Орландо стає матір'ю — і це стає фіналом картини.
Гра акторки отримала схвальні відгуки критиків. На Міжнародному кінофестивалі в Сіетлі Свінтон здобула премію кращої акторки року, а сама картина була визнана кращим фільмом на Венеційському кінофестивалі і отримала ряд інших престижних кінонагород.

### Продовження кар'єри
Озвучивши Офелію в мультфільмі «Гамлет», Свінтон повернулася до Джармена і у 1993 році взяла участь у двох його фільмах. Першим став «Вітгенштейн», ще одна біографійна фантазія Джармена, на цей раз — про життя відомого філософа XX століття Людвіга Вітгенштейна. Свінтон з'явилася там в ролі леді Оттолін Моррелл, коханки Бертрана Рассела, друга і наставника Вітгенштейна під час його навчання у Кембриджі, де почали формуватися ідеї майбутнього філософа і де він вперше усвідомив свою гомосексуальність. Другим фільмом стала повністю позбавлена візуального ряду передсмертна стрічка Джармена «Blue» — за кадром на тлі синього фону звучали лише голоси Свінтон, двох інших акторів і самого режисера, який розповідає про свої останні дні.
19 лютого 1994 року Джармен помер. Глибоко переживаючи втрату друга, Свінтон перестала зніматися (у 1994 році вона з'явилася на знімальному майданчику лише одного разу — в експериментальному фільмі «Спогад про швидкоплинне: правдиві історії, візуальна брехня»). Вона захопилася перегонами і проводила багато часу, роблячи ставки на іподромі.
У 1995 році Свінтон взяла участь у виставці художниці-авангардистки Корнелії Паркер, на тиждень перетворившись на живий експонатю Виставку відвідало близько 22 тисяч чоловік. Вона проводила по вісім годин на день, лежачи, немов Спляча Красуня, з закритими очима в скляному боксі. Після того, як акторка побувала з виставкою в Римі і знялася у відеокліпі техно-групи Orbital, відбулося її повернення в кіно — у— драмі 1996 року «Жіноча збоченість» за однойменним феміністський трактатом Луїзи Каплан. Як і раніше, Свінтон чудово передала характер своєї героїні — успішного адвоката Верб Стефенс, що приховує під маскою зовнішнього добробуту темний світ своєї сексуальності, насичений забороненими еротичними фантазіями. «Жіноча збоченість» увійшла до конкурсної програми фестивалю незалежного кіно «Санденс».
У 1997 році Свінтон знялася у фантастичному фільмі Лінн Хершман-Лісон «Задумуючи Аду» — історії про жінку, яка, використовуючи кіберпростір як машину часу, знаходить спосіб зв'язатися з давно покійної дочкою лорда Байрона — героїнею Свінтон Адою, відомим математиком XIX століття. У тому ж році народила близнюків Ксав'є і Онор, а потім, бажаючи більше часу приділяти сім'ї, знову скоротила участь у кінопроєктах до мінімуму і переїхала з чоловіком і дітьми з Челсі на північний схід Шотландії.
Наступна її поява на екранах сталася у 1998 році в біографічному фільмі її давнього знайомого Джона Мейбері «Любов — це диявол: штрихи до портрета Френсіса Бекона», в основу якого лягла історія взаємин знаменитого художника-експресіоніста Френсіса Бекона і його коханця Джорджа Дайера. У цьому фільмі Свінтон була практично невпізнанна в ролі Мюріель Белчер, власниці лондонського паба Colony Club, завсідником якого був Бекон.
Зовсім іншою було поява акторки у режисерському дебюті Тіма Рота — психологічному трилері 1999 року «Зона військових дій» за однойменним твором Олександра Стюарта, фільмі про жахливі стосунки між членами однієї англійської родини. Свінтон виконала роль матері, яка дізналася від сина, що її чоловік вступив в кровозмісний зв'язок з їх власною дочкою.
У 2000 році Свінтон з'явилася в пригодницькому трилері Денні Бойла «Пляж» з Леонардо Ді Капріо у головній ролі. У цьому фільмі йдеться про молодого американця Річарда, який потрапляє на віддалений острів, акторка виконала роль Сел — жінки, яка очолює комуну остров'ян, як добровільно віддалилися від цивілізації.
Далі в тому ж році була робота в містичній стрічці відомого канадського режисера Робера Лепажа "Можливі світи. Фільм починається з загадкового злочину — поліція виявляє труп Джорджа Барбера, з черепа якого витягнуті мізки. Однак Джордж зовсім не мертвий, він продовжує жити в декількох паралельних світах, в кожному з яких зустрічає в різних втіленнях героїню Свінтон, жінку на ім'я Джойс. По суті акторка зіграла чотири самостійні ролі, і кожну з яких виконала ідеально.

### Голівуд
Після «Пляжу», знятого на гроші кінокомпанії 20th Century Fox, Свінтон стали запрошувати в Голівудські проєкти, і, якщо сценарії справляли на неї враження, акторка приймала ці пропозиції. Першою голлівудської картиною Свінтон став фільм «На самому дні» (2001) — містичний трилер за романом Елізабет Холдинг.
Фільм оповідає про жінку Маргарет Хол, яка разом з трьома синами живе на березі озера Тахо. Маргарет стурбована гомосексуальними нахилами старшого сина, але справжні неприємності починаються, коли вона виявляє біля будинку труп його коханця. Підозрюючи, що злочин міг скоїти син, Маргарет ховає тіло вбитого в озері, але хтось дізнається про цей вчинок і починає її шантажувати.

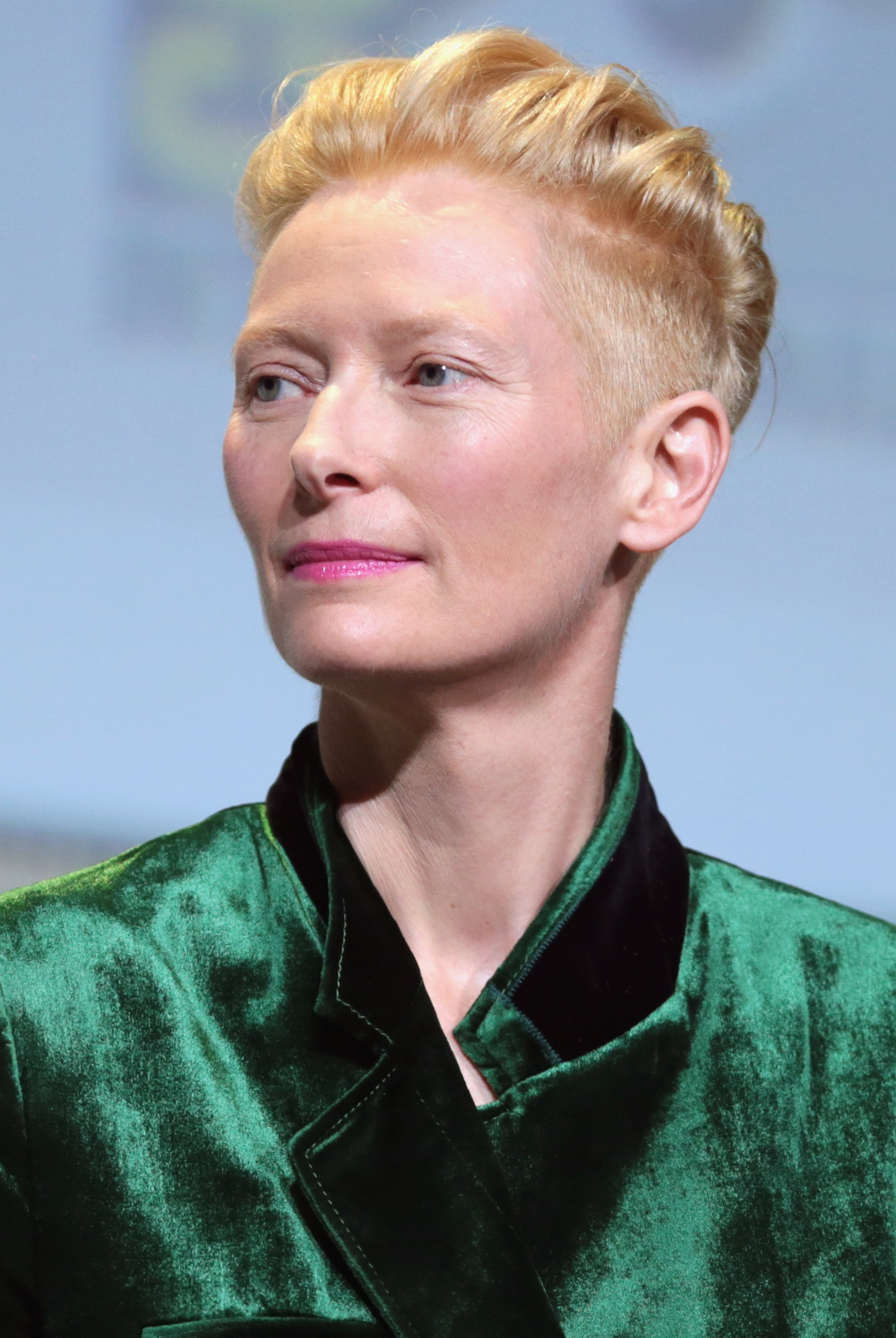
Тільда Свінтон на San Diego Comic-Con International у 2016 році

За роль Маргарет Свінтон було номінована на отримання ряду престижних кінонагород (в тому числі на «Золотий глобус») і в підсумку було нагороджено преміями Товариства кінокритиків Бостона і Товариства кінокритиків Лас-Вегаса як найкраща акторка. У тому ж році вона зіграла епізодичну роль у трилері Кемерона Кров «Ванільне небо», а через рік ще одну другорядну роль — у фільмі "Адаптація ".
У 2002 році Свінтон знову попрацювала з Лінн Хершман-Лісон. На цей раз вона взяла участь у фантастичному фільмі «Техносекс», історії про біогенетика Розетті Стоун, творця трьох своїх клонів — кіборгів Рубі, Олів і Маринн, у яких є одна цікава особливість: для підтримки існування їм необхідно підживлюватися Y-хромосомами, які містяться в чоловічій спермі. Щоб добути необхідну субстанцію, Рубі регулярно виходить на міські вулиці і спокушає чоловіків, але після сексу з кіборгом ті прокидаються імпотентами і з маленьким штрих-кодом на лобі. У цьому фільмі Свінтон належали всі чотири головні ролі — і біогенетика Стоун, і трьох її клонів.
Далі акторка знялася у себе на батьківщині в драмі Девіда Маккензі «Молодий Адам» за мотивами однойменного роману Олександра Троккі. Пождії фільму розгортаються у 1950-х роках в Шотландії. Героїня Свінтон — господарка вугільної баржі Елла Голт — живе в похмурому шлюбі, поки на баржу не наймається волоцюга Джо, в минулому письменник-невдаха. Між ним і Еллою спалахує пристрасть, але потім чоловік і коханець виловлюють з річки труп молодої жінки — колишньої подруги Джо, яка не наклала на себе, як здавалося на перший погляд, а була вбита. Ця робота принесла Свінтон премію BAFTA за кращу жіночу роль в шотландському фільмі.
У 2003 році акторка разом з такими зірками, як Майкл Кейн і Шарлотта Ремплінг, з'явилась у драмі «Вирок», де її героїня, суддя Анна-Марі Ліві, підіймає давню справу П'єра Броссара, пособника нацистів у Франції часів режиму Віші, з наміром домогтися, щоб він відповів за скоєні 60 років тому злочини проти людства.
Після невеликої перерви Свінтон з'явилася в незвичайному проєкті — відеоінсталяції турецького модельєра Хусейна Чалаяна «Відсутність присутності», яку було представлено у павільйоні Туреччини на 61-му Венеційському кінофестивалі. На думку модельєра, андрогінний вигляд акторки ідеально підходив для його режисерського дебюту. 2005 рік став досить плідним для Свінтон — вона була задіяна відразу в чотирьох картинах. Спочатку вона знялася в дотепній мелодрамі «Погана звичка», зігравши роль матері сімнадцятирічного підлітка Джастіна, який ніяк не може позбутися звички смоктати палець. Далі вперше за свою кар'єру акторка з'явилася в великобюджетному голлівудському проєкті — в містичному трилері «Костянтин: Володар темряви», де її партнером став Кіану Рівз, а Свінтон зіграла ангела Габріель.
У 2005 році Свінтон на запрошення Джима Джармуша знялася в його фільмі «Зламані квіти» з Біллом Мюрреєм у головній ролі. Ця некваплива картина починається з моменту, коли герой Мюррея, підстаркуватий ловелас Дон Джонстон, отримує лист з повідомленням про те, що у нього є дев'ятнадцятирічний син. Оскільки лист було підписано, він вирушає на пошуки матері свого гіпотетичного сина і відвідує своїх колишніх подруг, з якими був близький двадцять років тому. Одну з цих жінок — Пенні — і зіграла Свінтон. Поява її героїні на екрані було зовсім коротким — ледь побачивши колишнього коханця на порозі, вона закриває перед його носом двері.
У драмі 2006 року «Стефані Дейлі» Свінтон виконала роль судового психолога Лідії Крейн. Лідії належить непросте завдання — визначити, чи була осудна шістнадцятирічна Стефані в момент вбивства своєї новонародженої дитини, яка передчасно з'явилась на світ, і чи дійсно вона до самих пологів не підозрювала про те, що вагітна. Становище ускладнюється тим, що у Лідії недавно був викидень, а під час розслідування вона сама знаходиться на 8 місяці вагітності. У січні 2006 року фільм було представлено на кінофестивалі «Санденс» й він здобув нагороду за кращий сценарій.
У 2007 році Свінтон взяла участь у зніманні першого повнометражного фільму одіозного музиканта Меріліна Менсона «Фантасмагорія: Видіння Льюїса Керролла», де сам Менсон постав в ролі Льюїса Керролла. Вихід цієї картини був запланований на 2011 рік, однак у 2010 році знімання було зупинено. Також Свінтон з'явилася в драмі угорського режисера-авангардиста Бели Тарра «Людина з Лондона» за романом Жоржа Сіменона.

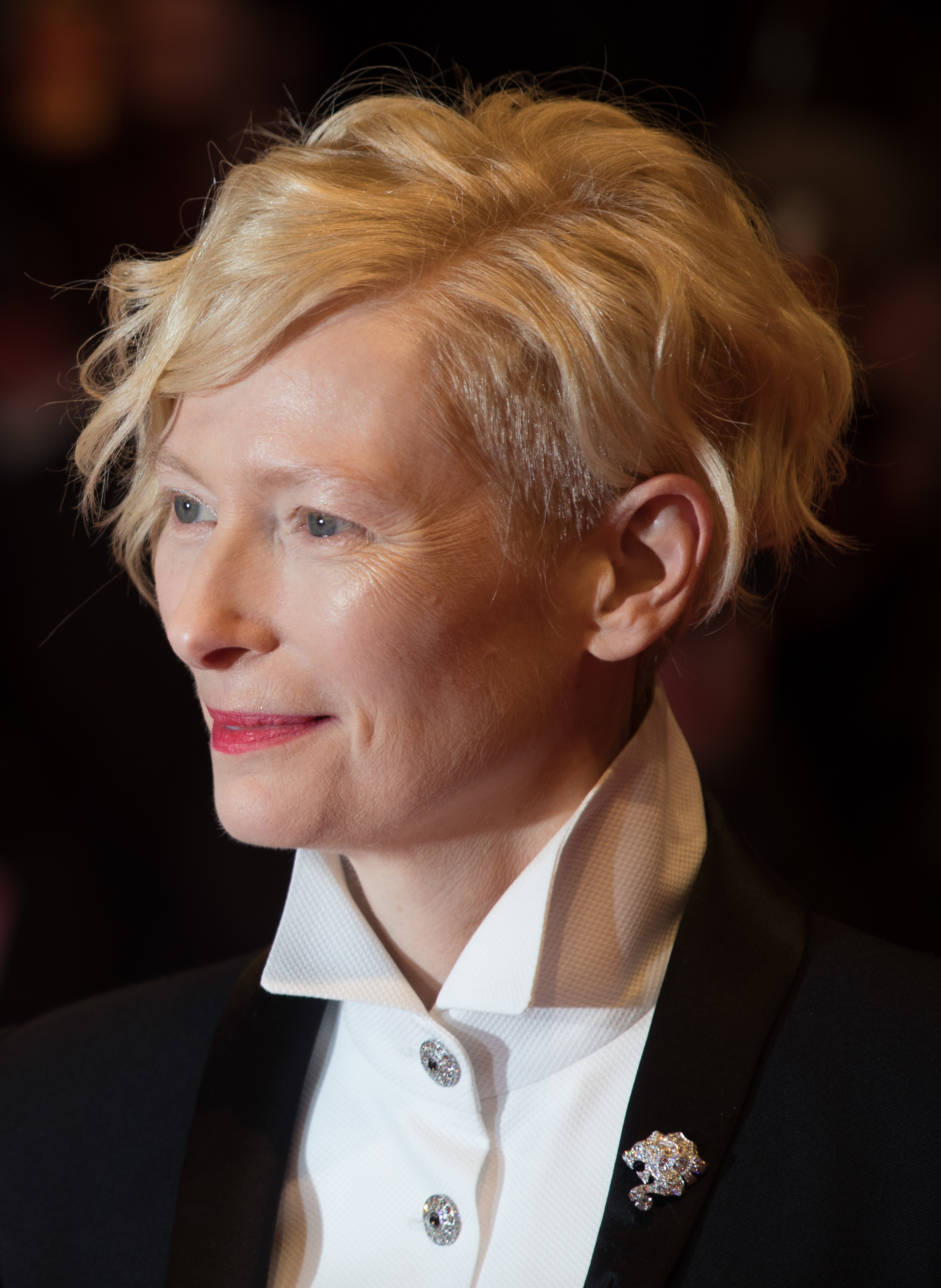
Тільда Свінтон на Берлінському кінофестивалі в 2018 році

У 2008 році акторка отримала свого першого «Оскара» за кращу роль другого плану у фільмі «Майкл Клейтон», фільмування якого завершилися ще в 2006 році. У фільмі акторка грає бізнесвумен Карен Краудер, якій доводиться йти на серйозний злочин, щоб виправити робочі неприємності. Краудер робить свій вільний вибір, а потім несе за нього відповідальність.
У тому ж році Свінтон зіграла в ще одному великому голлівудському проєкті «Хроніки Нарнії: Лев, чаклунка та шафа» виробництва студії The Walt Disney Company. У цій картині за однойменним твором Клайва Льюїса акторка з'явилася в образі злої чаклунки, яка занурила чарівну країну Нарнію у вічну зиму. Спочатку передбачалося, що в цій ролі буде задіяна Мішель Пфайффер, але через сімейні обставини акторка не змогла взяти участь у фільмі, і на її місце запросили Свінтон. Це був бездоганний вибір — на думку критики, акторка була народжена для цієї ролі, а її зовнішність ідеально збігалася з описом чаклунки в першоджерелі: "Обличчя у неї теж було біле — не просто бліде, а біле, як сніг, як папір, як цукрова глазур на пирозі, а рот — яскраво-червоний. Красиве обличчя, але гордовите, холодне і суворе ".
2011 рік приніс Свінтон роль нещасної матері підлітка-вбивці в британській драмі «Щось не так з Кевіном». Її акторська робота була вчергове високо оцінена кінокритиками, а за її виконання Свінтон було висунуто на премію «Золотий глобус» і BAFTA. З шорт-листа «Оскару» акторку витіснила молодша Руні Мара. 2012 року Тильду можна було побачити у фільмі Веса Андерсона «Королівство повного місяця».
У 2013 році Свінтон зіграла головну роль у фентезійній драмі Джима Джармуша «Виживуть лише коханці». Її партнером по картині став Том Хіддлстон. У тому ж році вийшли ще два фільми за участю Свінтон: «Крізь сніг» з Крісом Евансом і «Теорема Зеро» з Крістофом Вальцем. 2014 року вийшов фільм «Готель «Гранд Будапешт»» Веса Андерсона, у якому поряд зі Свінтон зіграли такі актори, як Рейф Файнс, Сірша Ронан, Едрієн Броуді, Джуд Лоу, Леа Сейду, Овен Вілсон і Білл Мюррей. Фільм був нагороджений кількома кінопреміями і визнаний одним з 10 найкращих фільмів року.
У 2015 році Тільда Свінтон зіграла у фільмах «Дівчина без комплексів» і «Великий сплеск», а у 2016 році — у картинах «Аве, Цезар!» Братів Коен і «Доктор Стрендж». В останньому вона зіграла роль Старійшини, духовного наставника персонажа Бенедикта Камбербетча.
У 2018 році вийшов фільм «Суспірія», рімейк однойменного фільму 1977 року Даріо Ардженто. Тільда Свінтон виконала в картині відразу три ролі.
10 грудня 2020 року в український прокат вийшов новий короткометражний фільм Педро Альмодовара «Людський голос» з Тільдою в головній ролі. Фільм поставлений за п'єсою Жана Кокто. Прем'єра стрічки відбулася на Венеційському кінофестивалі. Вдруге акторка попрацювала з режисером у повнометражній драмі «Сусідня кімната» 2024 року.

### Участь у кінофестивалях
У 1988 році Тільда Свінтон обрана до журі 38-го Берлінського міжнародного кінофестивалю, в 1993 році увійшла до складу журі XVIII Московського міжнародного кінофестивалю, а у 2004 році стала членом журі Каннського кінофестивалю.
У серпні 2008 року акторка виступила організаторкою і спонсоркою Шотландського кінофестивалю The Ballerina Ballroom Cinema Of Dreams у Нерні.
У 2009 році Тільда Свінтон очолила журі 59-го Берлінського кінофестивалю.

## Особисте життя
Свінтон жила з шотландським художником і драматургом Джоном Патріком Бірном, від якого народила двійнят — сина Ксав'є і дочку Онор (нар. 6 жовтня 1997). З 2004 року акторка зустрічається з художником з Нової Зеландії Сандро Коппом.
15 січня 2021 року Свінтон зробила камінг-аут як квір-особа.

## Фільмографія
| Рік  |    | Українська назва                                         | Оригінальна назва                                              | Роль                                                                   |
| ---- | -- | -------------------------------------------------------- | -------------------------------------------------------------- | ---------------------------------------------------------------------- |
| 1986 | ф  | Караваджо                                                | Caravaggio                                                     |                                                                        |
| 1987 | ф  | На Англію прощальний погляд                              | The Last of England                                            |                                                                        |
| 1987 | ф  | Арія (фільм)                                             | Aria                                                           |                                                                        |
| 1989 | ф  | Реквієм війни (фільм)                                    | War Requiem                                                    |                                                                        |
| 1990 | ф  | Сад                                                      | The Garden                                                     |                                                                        |
| 1991 | ф  | Едуард II                                                | Edward II                                                      |                                                                        |
| 1992 | ф  | Орландо                                                  | Orlando                                                        |                                                                        |
| 1993 | ф  | Вітгенштейн                                              | Wittgenstein                                                   |                                                                        |
| 1993 | ф  | Блю                                                      | Blue                                                           |                                                                        |
| 1996 | ф  | Female Perversions                                       | Female Perversions                                             |                                                                        |
| 1997 | ф  | Conceiving Ada                                           | Conceiving Ada                                                 |                                                                        |
| 1998 | тф | Love Is the Devil: Study for a Portrait of Francis Bacon | Love Is the Devil: Study for a Portrait of Francis Bacon       |                                                                        |
| 1999 | ф  | The War Zone                                             | The War Zone                                                   |                                                                        |
| 2000 | ф  | Пляж                                                     | The Beach                                                      |                                                                        |
| 2000 | ф  | Possible Worlds                                          | Possible Worlds                                                |                                                                        |
| 2001 | ф  | Ванільне небо                                            | Vanilla Sky                                                    |                                                                        |
| 2001 | ф  | The Deep End                                             | The Deep End                                                   |                                                                        |
| 2002 | ф  | Адаптація                                                | Adaptation                                                     |                                                                        |
| 2002 | ф  | Teknolust                                                | Teknolust                                                      |                                                                        |
| 2003 | ф  | Молодий Адам                                             | Young Adam                                                     |                                                                        |
| 2003 | ф  | The Statement                                            | The Statement                                                  |                                                                        |
| 2005 | ф  | Константин: Володар темряви                              | Constantine                                                    |                                                                        |
| 2005 | ф  | Хроніки Нарнії: Лев, чаклунка і чарівна шафа             | The Chronicles of Narnia: The Lion, the Witch and the Wardrobe |                                                                        |
| 2005 | ф  | Broken Flowers                                           | Broken Flowers                                                 |                                                                        |
| 2005 | ф  | Хроніки Нарнії                                           | The Chronicles of Narnia                                       |                                                                        |
| 2005 | ф  | Thumbsucker                                              | Thumbsucker                                                    |                                                                        |
| 2006 | ф  | Stephanie Daley                                          | Stephanie Daley                                                |                                                                        |
| 2007 | ф  | Безликий                                                 | оповідач                                                       |                                                                        |
| 2007 | ф  | Майкл Клейтон                                            | Michael Clayton                                                |                                                                        |
| 2007 | ф  | The Man from London                                      | The Man from London                                            |                                                                        |
| 2007 | ф  | Strange Culture                                          | Strange Culture                                                |                                                                        |
| 2008 | ф  | Загадкова історія Бенджаміна Баттона                     | The Curious Case of Benjamin Button                            |                                                                        |
| 2008 | ф  | Хроніки Нарнії: Принц Каспіан                            | The Chronicles of Narnia: Prince Caspian                       |                                                                        |
| 2008 | ф  | Прочитати і спалити                                      | Burn After Reading                                             |                                                                        |
| 2008 | ф  | Julia                                                    | Julia                                                          |                                                                        |
| 2009 | ф  | The Limits of Control                                    | The Limits of Control                                          |                                                                        |
| 2009 | ф  | Я — це кохання                                           | I Am Love                                                      |                                                                        |
| 2010 | ф  | Хроніки Нарнії: Підкорювач Світанку                      | The Chronicles of Narnia: The Voyage of the Dawn Treader       |                                                                        |
| 2011 | ф  | Щось не так з Кевіном                                    | We Need to Talk About Kevin                                    | Єва Хачадурян                                                          |
| 2011 | ф  | Cinema Is Everywhere                                     | Cinema Is Everywhere                                           |                                                                        |
| 2012 | ф  | Королівство повного місяця                               | Moonrise Kingdom                                               | співробітниця соціальної служби                                        |
| 2013 | ф  | Крізь сніг                                               | Snowpiercer                                                    | Міністр Мейсон                                                         |
| 2013 | ф  | Виживуть тільки коханці                                  | Only Lovers Left Alive                                         | Єва                                                                    |
| 2013 | ф  | Теорема Зеро                                             | The Zero Theorem                                               |                                                                        |
| 2014 | ф  | Готель «Гранд Будапешт»                                  | The Grand Budapest Hotel                                       | Мадам Д.                                                               |
| 2015 | ф  | Дівчина без комплексів                                   | Trainwreck                                                     | Діана - начальниця Емі                                                 |
| 2015 | ф  | Великий сплеск                                           | A Bigger Splash                                                | Маріанна                                                               |
| 2016 | ф  | Доктор Стрендж                                           | Doctor Strange                                                 | Прадавня                                                               |
| 2016 | ф  | Аве                                                      | Hail, Caesar!                                                  | Тора Текер / Тессалі Текер                                             |
| 2016 | ф  | Фантом всесвіту!                                         | A phantom of the universe!                                     |                                                                        |
| 2017 | ф  | Машина війни                                             | War Machine                                                    | німецький політик                                                      |
| 2018 | мф | Острів собак                                             | Isle of Dogs                                                   | голос                                                                  |
| 2018 | ф  | Суспірія                                                 | Suspiria                                                       | мадам Бланш                                                            |
| 2019 | ф  | Мертві не вмирають                                       | The Dead Don't Die                                             | шотландська працівниця моргу                                           |
| 2019 | ф  | Історія Девіда Коперфілда                                | The Personal History of David Copperfield                      | Бетсі Тротвуд                                                          |
| 2019 | ф  | Сувенір                                                  | The Souvenir                                                   | Розалінда                                                              |
| 2019 | ф  | Месники: Завершення                                      | The Avengers: Endgame                                          | Прадавня                                                               |
| 2019 | ф  | Неграновані коштовності                                  | Uncut Gems                                                     | Енн менеджер аукціону Адлі (голос)                                     |
| 2020 | ф  | Останні і перші люди                                     | Last and First Men                                             | Оповідач (голос)                                                       |
| 2020 | кф | Людський голос (фільм)                                   | The Human Voice                                                | жінка                                                                  |
| 2021 | ф  | Французький вісник                                       | The French Dispatch                                            | Дж. К. Л. Беренсен, письменниця та співробітник «Французького вісника» |
| 2021 | ф  | Сувенір: Частина 2                                       | The Souvenir Part II                                           | Розалінда                                                              |
| 2021 | ф  | Пам'ять                                                  | Memoria                                                        |                                                                        |
| 2022 | ф  | Піноккіо                                                 | Pinocchio                                                      | Фея з бірюзовим волоссям                                               |
| 2022 | ф  | Три тисячі років туги                                    | Three Thousand Years of Longing                                | Алітея Бінні                                                           |
| 2023 | ф  | Місто астероїдів                                         | Asteroid City                                                  | доктор Хікенлупер                                                      |
| 2023 | ф  | Вбивця                                                   | The Killer                                                     | Експерт                                                                |
| 2024 | ф  | Кінець                                                   | The End                                                        | мати                                                                   |
| 2024 | ф  | Сусідня кімната                                          | La habitación de al lado                                       | Марта                                                                  |
| 2025 | ф  | Балада про маленького гравця                             | The Ballad of a Small Player                                   | детектив Синтія Блайт                                                  |

## Ролі у театрі
| Рік       | Українська назва            | Оригінальна назва         | Роль                    |
| --------- | --------------------------- | ------------------------- | ----------------------- |
| 1980—1983 | Герцогиня Мальфі            | The Duchess Of Malfi      | Ім'я персонажа невідомо |
| 1980—1983 | Комедія помилок             | The Comedy Of Errors      | Ім'я персонажа невідомо |
| 1980—1983 | Сон літньої ночі            | A Midsummer Night's Dream | Ім'я персонажа невідомо |
| 1984      | Міра за міру                | Measure For Measure       | Джульєтта               |
| 1984      | Юлій Цезар                  | Julius Caesar             | Плебейка                |
| 1984      | Дияволи                     | The Devils                | Черниця                 |
| 1984      | Матінка Кураж та її діти    | Mother Courage            | Мати солдата            |
| 1985      | Біла троянда                | The White Rose            | Ірина Паспортнікова     |
| 1987      | Путівник                    | The Tourist Guide         | Ім'я персонажа невідомо |
| 1987      | Захід                       | Die Massnahme             | Ім'я персонажа невідомо |
| 1987      | Людина людині               | Man To Man                | Елла Герік / Макс Герік |
| 1989      | Довга навколосвітня подорож | The Long Way Round        | Ім'я персонажа невідомо |
| 1989      | Моцарт і Сальєрі            | Mozart And Salieri        | Моцарт                  |

## Нагороди та премії
Повний перелік нагород і номінацій на сайті IMDb.com.
| Нагороди і номінації                          | Нагороди і номінації | Нагороди і номінації                            | Нагороди і номінації                  | Нагороди і номінації |
| Нагорода                                      | Рік                  | Категорія                                       | Фільм                                 | Результат            |
| --------------------------------------------- | -------------------- | ----------------------------------------------- | ------------------------------------- | -------------------- |
| Оскар                                         | 2008                 | Найкраща жіноча роль другого плану              | Майкл Клейтон                         | Перемога             |
| Золотий глобус                                | 2002                 | Найкраща жіноча роль — драма                    | Кінці у воду                          | Номінація            |
| Золотий глобус                                | 2008                 | Найкраща жіноча роль другого плану — кінофільм  | Майкл Клейтон                         | Номінація            |
| Золотий глобус                                | 2012                 | Найкраща жіноча роль — драма                    | Щось не так з Кевіном                 | Номінація            |
| Золотий глобус                                | 2025                 | Найкраща жіноча роль — драма                    | Сусідня кімната                       | Номінація            |
| BAFTA                                         | 1993                 | Найкраща жіноча роль                            | Орландо Від людини до людини          | Номінація            |
| BAFTA                                         | 2004                 | Найкраща жіноча роль у шотландському фільмі     | Молодий Адам                          | Перемога             |
| BAFTA                                         | 2008                 | Найкраща жіноча роль другого плану              | Майкл Клейтон                         | Перемога             |
| BAFTA                                         | 2009                 | Найкраща жіноча роль другого плану              | Прочитати і спалити                   | Номінація            |
| BAFTA                                         | 2012                 | Найкраща жінок роль                             | Щось не так з Кевіном                 | Номінація            |
| Сатурн                                        | 2006                 | Найкраща кіноакторка                            | Хроніки Нарнії: Лев, чаклунка та шафа | Номінація            |
| Сатурн                                        | 2009                 | Найкраща акторка другого плану                  | Загадкова історія Бенджаміна Баттона  | Перемога             |
| Сатурн                                        | 2017                 | Найкраща кіноакторка другого плану              | Доктор Стрендж                        | Перемога             |
| Берлінський кінофестиваль                     | 1988                 | Премія «Тедді»                                  | Н/Д                                   | Перемога             |
| Берлінський кінофестиваль                     | 2008                 | Премія «Тедді»                                  | Н/Д                                   | Перемога             |
| Премія британського незалежного кіно          | 2003                 | Найкраща жіноча роль                            | Молодий Адам                          | Номінація            |
| Премія британського незалежного кіно          | 2005                 | Приз Річарда Харріса                            | Н/Д                                   | Перемога             |
| Премія британського незалежного кіно          | 2011                 | Найкраща жіноча роль                            | Щось не так з Кевіном                 | Номінація            |
| Премія британського незалежного кіно          | 2019                 | Найкраща жіноча роль другого плану              | Історія Девіда Копперфілда            | Номінація            |
| Вибір критиків                                | 2008                 | Найкраща жіноча роль другого плану              | Майкл Клейтон                         | Номінація            |
| Вибір критиків                                | 2009                 | Найкращий акторський склад у ігровому кіно      | Загадкова історія Бенджаміна Баттона  | Номінація            |
| Вибір критиків                                | 2012                 | Найкраща жіноча роль                            | Щось не так з Кевіном                 | Номінація            |
| Вибір критиків                                | 2015                 | Найкраща жіноча роль другого плану              | Крізь сніг                            | Номінація            |
| Вибір критиків                                | 2016                 | Найкраща жіноча роль у екшен-фільмі             | Доктор Стрендж                        | Номінація            |
| Сезар                                         | 2009                 | Найкраща жіноча роль                            | Джулія                                | Номінація            |
| Давид ді Донателло                            | 1993                 | Найкраща іноземна акторка                       | Орландо                               | Перемога             |
| Премія Європейської кіноакадемії              | 1993                 | Найкраща жіноча роль                            | Орландо                               | Номінація            |
| Премія Європейської кіноакадемії              | 2012                 | Найкраща жіноча роль                            | Щось не так з Кевіном                 | Перемога             |
| Премія Європейської кіноакадемії              | 2025                 | Найкраща жіноча роль                            | Сусідня кімната                       | Номінація            |
| Незалежний дух                                | 2002                 | Найкраща жіноча роль                            | Кінці у воду                          | Номінація            |
| Незалежний дух                                | 2015                 | Найкраща жіноча роль                            | Виживуть лише коханці                 | Номінація            |
| Незалежний дух                                | 2019                 | Нагорода імені Роберта Альтмана                 | Виживуть лише коханці                 | Перемога             |
| Геній                                         | 2001                 | Найкраща жіноча роль                            | Можливі світи                         | Номінація            |
| Готем                                         | 2012                 | Найкращий акторський ансамбль                   | Королівство повного місяця            | Перемога             |
| Готем                                         | 2014                 | Почесна премія за внесок у кінематограф         | Н/Д                                   | Перемога             |
| MTV Movie Awards                              | 2006                 | Найкраща кінолиходійка                          | Хроніки Нарнії: Лев, чаклунка та шафа | Номінація            |
| Премія Національної ради кінокритиків США     | 2012                 | Найкраща жіноча роль                            | Щось не так з Кевіном                 | Перемога             |
| Премія Нью-Йоркського товариства кінокритиків | 2009                 | Найкраща жіноча роль                            | Джулія                                | Номінація            |
| Супутник                                      | 2002                 | Найкраща жіноча роль — драма                    | Кінці у воду                          | Номінація            |
| Супутник                                      | 2007                 | Найкраща жіноча роль — драма                    | Стефані Дейлі                         | Номінація            |
| Супутник                                      | 2008                 | Найкраща жіноча роль другого плану              | Майкл Клейтон                         | Номінація            |
| Супутник                                      | 2010                 | Найкраща жіноча роль — драма                    | Я - це любов                          | Номінація            |
| Супутник                                      | 2015                 | Найкраща жіноча роль другого плану              | Крізь сніг                            | Номінація            |
| Премія Гільдії кіноакторів США                | 2003                 | Найкращий акторський ансамбль в ігровому фільмі | Адаптація                             | Номінація            |
| Премія Гільдії кіноакторів США                | 2008                 | Найкраща жіноча роль другого плану              | Майкл Клейтон                         | Номінація            |
| Премія Гільдії кіноакторів США                | 2009                 | Найкращий акторський склад у ігровому фільмі    | Загадкова історія Бенджаміна Баттона  | Номінація            |
| Премія Гільдії кіноакторів США                | 2012                 | Найкраща жіноча роль                            | Щось не так з Кевіном                 | Номінація            |
| Премія Гільдії кіноакторів США                | 2015                 | Найкращий акторський склад в ігровому фільмі    | Готель «Гранд Будапешт»               | Номінація            |
| Венеційський кінофестиваль                    | 1991                 | Кубок Вольпі за найкращу жіночу роль            | Едуард II                             | Перемога             |